# Ernst Speiser
Ernst Speiser (* 6. Juni 1889 in Basel; † 9. Januar 1962 in Zollikon; heimatberechtigt in Basel) war ein Schweizer Politiker (FDP). Er vertrat den Kanton Aargau sowohl im Nationalrat als auch im Ständerat. Sein Sohn war der Computerpionier Ambros Speiser, seine Tochter ist die Textilforscherin und -künstlerin Noémi Speiser.

## Biografie

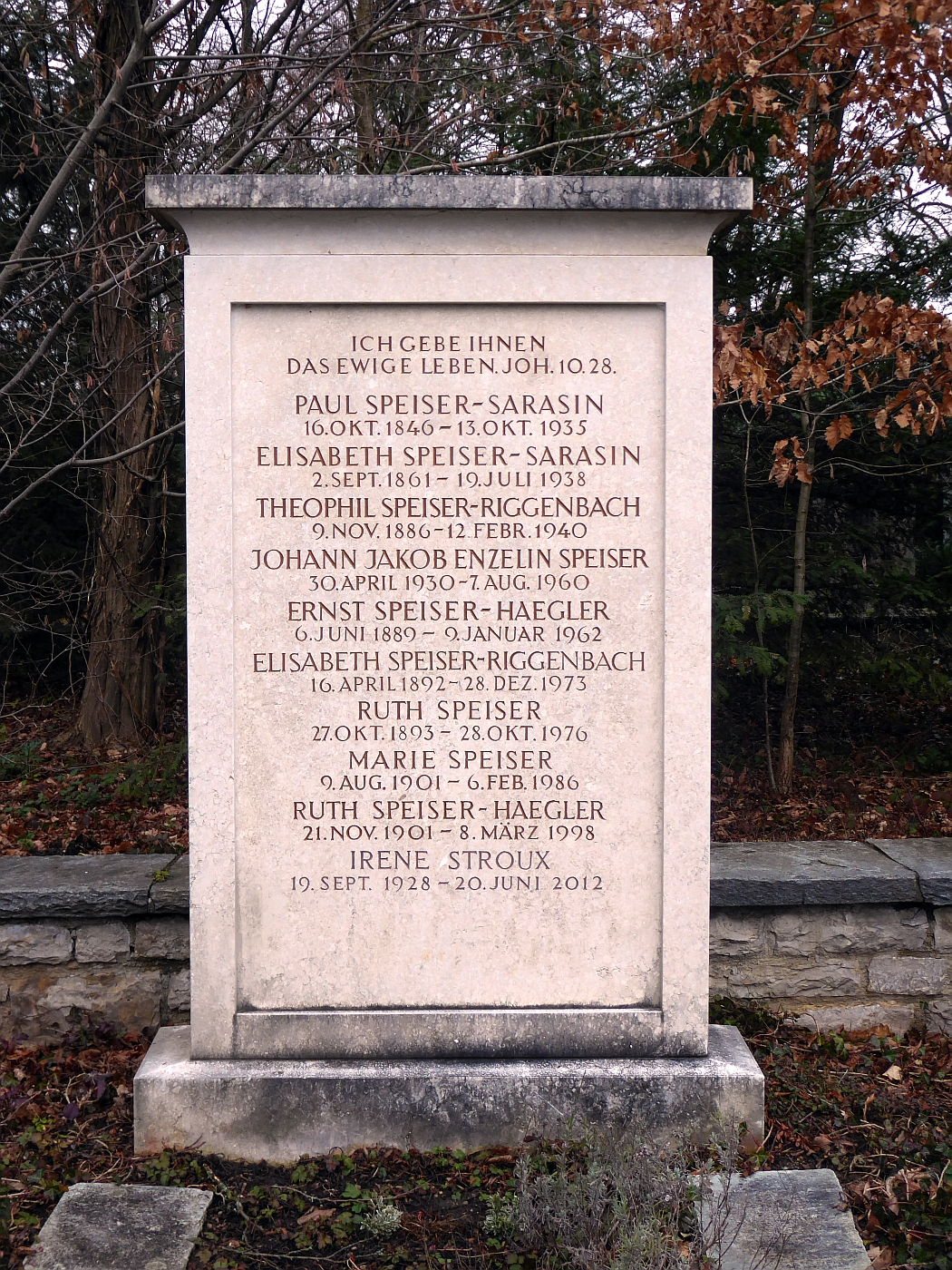
Grab auf dem Friedhof am Hörnli, Riehen, Basel-Stadt

Speiser entstammte einer einflussreichen Basler Familie. Er war der Sohn von Nationalrat Paul Speiser und Enkel des Basler Regierungsrates Karl Sarasin. Sein älterer Bruder Andreas Speiser wurde als Mathematiker und Philosoph bekannt. Nach dem Abschluss des humanistischen Gymnasiums war Speiser als Kaufmann in Frankreich, in Großbritannien, in den USA und im Fernen Osten tätig. Ab 1931 war er Vizedirektor des Elektrotechnik-Konzerns Brown, Boveri & Cie. (BBC) in Baden, 1938 stieg er zum kaufmännischen Direktor der BBC auf. Daneben leitete er von 1941 bis 1946 das Eidgenössische Kriegs-, Industrie- und Arbeitsamt, das für die wirtschaftliche Planung während des Zweiten Weltkriegs zuständig war.
1943 begann Speisers politische Karriere mit der Wahl in den Nationalrat. 1947 kandidierte er als Bundesrat, die Wahl fiel jedoch auf Rodolphe Rubattel. 1948 wurde er in den Ständerat gewählt, dem er bis 1961 angehörte. Nach Kriegsende setzte er sich insbesondere für den raschen Wiederaufbau der zerstörten Infrastruktur in Westeuropa ein. Von 1955 bis zu seinem Tod gehörte er dem Verwaltungsrat der BBC an.